# Terzo viaggio nel regno della fantasia
Terzo viaggio nel regno della fantasia è il terzo capitolo della collana del Nel regno della fantasia.
Anche in questo ci sono puzze e profumi.
Il Regno della Fantasia è addolorato: uno strano inverno porta malinconia e freddo ovunque, per non parlare del rapimento della Regina delle Fate! Geronimo Stilton riveste i panni del Cavaliere Senza Macchia e Senza Paura per salvare il Regno dalla sua distruzione... ma il compito sarà arduo: insieme a una coraggiosa compagnia, il Cavaliere dovrà attraversare il pauroso Regno degli Incubi, avvolto dal mistero e dal terrore. Terribili mostri e pericolose insidie cercheranno di ostacolare la Compagnia della Fantasia, ma insieme potranno oltrepassare ogni sfida... infine la compagnia salva la regina e la gigantessa offre una pizza per festeggiare il matrimonio delle tre coppie.

## La saga
- Nel regno della fantasia
- Secondo viaggio nel regno della fantasia - Alla ricerca della felicità
- Quarto viaggio nel regno della fantasia
- Quinto viaggio nel regno della fantasia
- Sesto viaggio nel regno della fantasia
- Settimo viaggio nel regno della fantasia
- Ottavo viaggio nel regno della fantasia
- Nono viaggio nel regno della fantasia
- Decimo viaggio nel regno della fantasia

## Personaggi
- Geronimo Stilton: il Cavaliere senza Macchia e senza Paura
- Drago dell'arcobaleno: il messaggero della Regina delle Fate
- Scintilla: draghessa di Alys
- Alys: Principessa dei Draghi d'Argento
- Robur: Re degli Elfi
- Alghiera: nave parlante
- Fortecuore: l'ultimo dei Giganti del Nord
- Clodovingia Merovea: regina dei giganti del sud
- Il gatto con gli stivali: l'ambasciatore del Paese delle fiabe
- Stria: Regina delle Streghe
- Amarius: fratellastro di stria, sovrano del regno degli incubi, in seguito sposa floridiana e il suo nome diventa Suavius

## Puzze e profumi presenti nel libro
- Panino con la cipolla del gigante (fantapuzza)
- Albero del regno degli elfi (fantaprofumo)
- Diario di Alys (fantaprofumo)
- Merenda del gatto (fantapuzza)
- Ciambelle alla vaniglia (fantaprofumo)
- Saliva di mostro (fantapuzza)
- Fiori all'arancia (fantaprofumo)
- Pizza della gigantessa (fantaprofumo)